# Tamara Danilovová
Tamara Danilovová (rusky Тамара Петровна Данилова) (* 30. července 1939) je bývalá sovětská atletka, jejíž specializací byl hod diskem.
Byla přední sovětskou diskařkou na přelomu 60. a 70. let 20. století. Jejím největším úspěchem byl titul mistryně Evropy na evropském šampionátu v Athénách v roce 1969. Na olympiádě v Mnichově v roce 1972 skončila ve finále v hodu diskem na čtvrtém místě.